# 平腹属
平腹属（学名：Homalogaster）为重盘科的一个属。

## 下属物种
本属包括以下物种：
- 野牛平腹吸虫 Homalogaster paloniae Poirier, 1883